# Orconectes mississippiensis
Orconectes mississippiensis là một loài tôm sông trong họ Cambaridae.